# Sanitätshaus

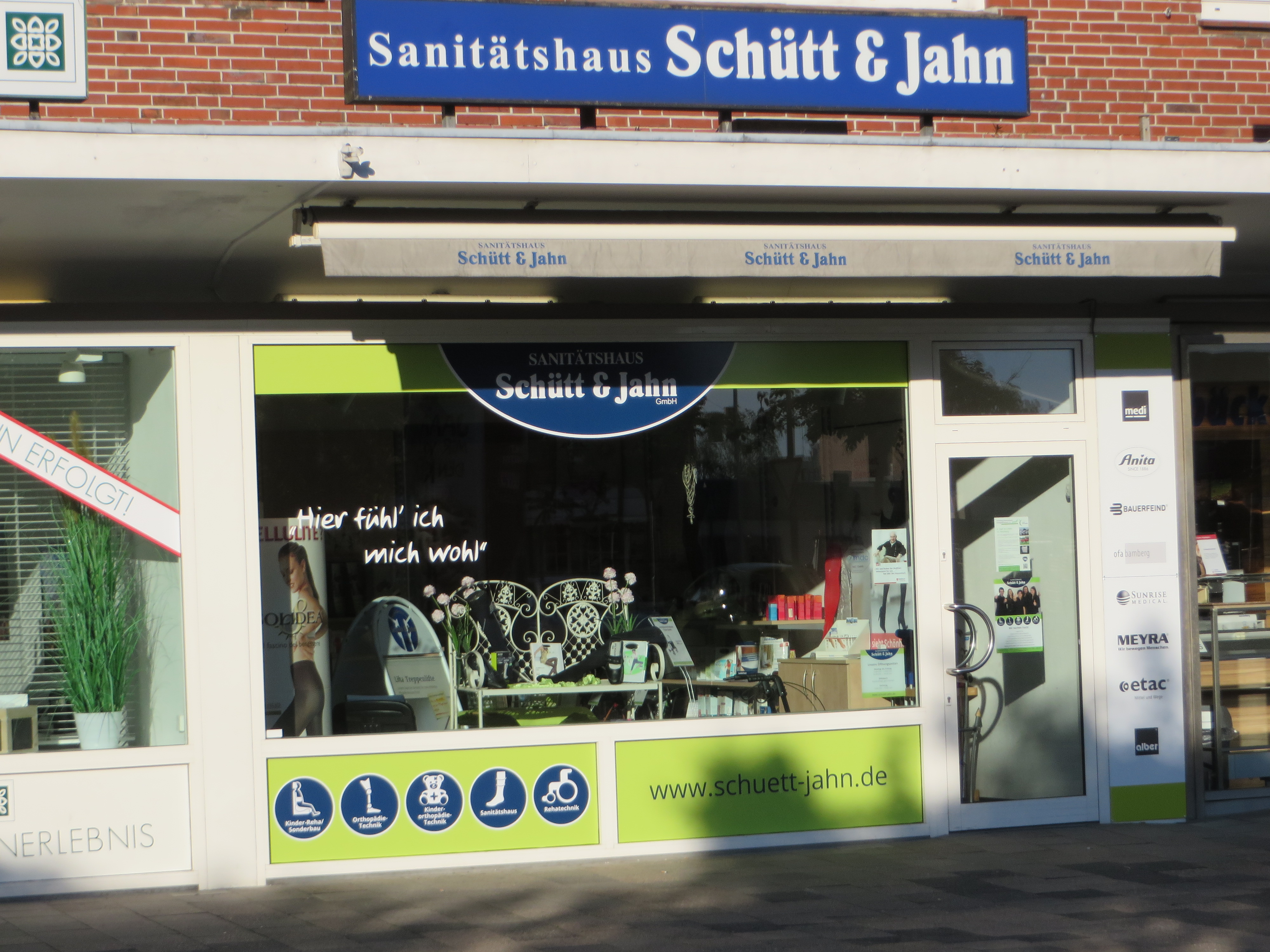
Außenansicht eines inhabergeführten Sanitätshauses in Flensburg

Ein Sanitätshaus ist ein Dienstleistungsunternehmen der Gesundheitsbranche, das überwiegend die Versorgung mit medizinischen Hilfsmitteln und Verbrauchsmaterial anbietet.

## Angebotspalette
Sanitätshäuser sind unterschiedlich stark spezialisiert. Viele decken daher nur einen Teil der möglichen Produktpalette ab.
Kern des Angebotes sind im Regelfall die im Hilfsmittelverzeichnis der gesetzlichen Krankenversicherung aufgeführten Produktgruppen (außer Hör- und Sehhilfen, die überwiegend von Hörgeräteakustikern bzw. Optikern abgedeckt werden). Dazu gehören Bandagen, Orthesen, Prothesen, Rollstühle, Dreiräder, Pflegebetten, Gehhilfen, Kompressionsstrümpfe, Toilettenstühle, Gesundheitsschuhe und orthopädische Einlagen.
Viele Sanitätshäuser verfügen über eigene Orthopädische Werkstätten, in denen vom ausgebildeten Orthopädietechnik-Mechaniker beispielsweise maßgefertigte Prothesen, Orthesen und Einlagen gefertigt oder Fertigprodukte wie Rollstühle repariert werden können.

## Zusammenarbeit mit Krankenkassen in Deutschland

### Zulassung bei gesetzlichen Krankenkassen
Die meisten Sanitätshäuser rechnen den überwiegenden Teil ihrer Leistung mit den gesetzlichen Krankenkassen ab. Dazu benötigen sie eine Präqualifizierung und ein Institutionskennzeichen.
Bis Ende 2010 gab es gemäß § 126 SGB V Sanitätshäuser der Klassen 1, 2 und 3.
- Klasse 1: Abgabe von handwerklich individuell gefertigten Hilfsmitteln, bei denen die handwerkliche Leistung den überwiegenden Teil des Hilfsmittels darstellt, und industriell gefertigten Hilfsmitteln.
- Klasse 2: Abgabe aller sonstigen Hilfsmittel ohne zusätzliche handwerkliche Zurichtung.
- Klasse 3: Abgabe von Geräten zur Eigenbehandlung des Patienten.

Die Klasse 1 musste von einem Meister (Orthopädietechniker, Orthopädiemechaniker oder Bandagist) geführt werden. Ein Sanitätshaus der Klasse 2 konnte auch von einem qualifizierten Mitarbeiter aus der Gesundheitsbranche geführt werden, der mindestens fünf Jahre in dem Bereich tätig war. Um eine Kassenzulassung zu erhalten, war eine Zertifizierung nach ISO 9001 bzw. ISO 13485 notwendig.
Seit dem 1. Januar 2011 wurde diese Regelung auf der Grundlage des § 126 Abs. 1a SGB V durch ein Präqualifizierungsverfahren abgelöst. Das Sanitätshaus kann für jede Produktgruppe, die es abdecken möchte, eine Präqualifizierung bei einer unabhängigen Präqualifizierungsstelle beantragen und seine Eignung dafür belegen.

### Abrechnung
Neben einem abgeschlossenen Vertrag wird für die Abrechnung ein Rezept benötigt. Dieses enthält neben persönlichen Daten des Patienten u. a. die Diagnose und die Bezeichnung des benötigten Hilfsmittels. 
Seit dem 1. Januar 2020 können Hilfsmittel und Pflegehilfsmittel durch sogenannte Pflegefachkräfte empfohlen werden. Liegt eine solche Empfehlung vor, kann auch ohne Rezept bei dem jeweiligen Kostenträger abgerechnet werden.